# NGC 1027
NGC 1027 is een open sterrenhoop in het sterrenbeeld Cassiopeia. Het hemelobject werd op 3 november 1787 ontdekt door de Duits-Britse astronoom William Herschel.

## Synoniemen
- 1824
- OCL 357